# Жадовское городское поселение
Жа́довское городско́е поселе́ние — муниципальное образование в составе Барышского района Ульяновской области. Административный центр — рабочий посёлок Жадовка. 

## Состав городского поселения
В состав поселения входят 7 населённых пунктов: 1 рабочий посёлок, 2 села, 3 деревни и 1 посёлок.
| № | Населённый пункт | Тип населённого пункта                  | Население |
| - | ---------------- | --------------------------------------- | --------- |
| 1 | Жадовка          | рабочий посёлок, административный центр | ↘1507     |
| 2 | Неклюдовка       | деревня                                 | 2         |
| 3 | Новая Деревня    | село                                    | 81        |
| 4 | Павловка         | село                                    | 284       |
| 5 | Самородки        | посёлок                                 | 330       |
| 6 | Ушаковка         | деревня                                 | 137       |
| 7 | Феофилатовка     | деревня                                 | 17        |